# Arabische aalscholver
De Arabische aalscholver (Phalacrocorax nigrogularis) is een zeevogel uit de familie Phalacrocoracidae (aalscholvers). De wetenschappelijke naam van de soort werd  in 1899 gepubliceerd door  William Robert Ogilvie-Grant en Henry Ogg Forbes. Het is een door habitatverlies kwetsbaar geworden zeevogelsoort die voorkomt rond de  Perzische Golf en zuidelijk van het Arabisch Schiereiland.

## Kenmerken
De vogel is 80 cm lang en overwegend zwart gekleurd met een bronskleurige glans op de rug en vleugels. De vogel is iets kleiner dan de (gewone) aalscholver (P. carbo) maar mist het wit op de kop en de witte kinvlek en heeft een minder forse snavel.

## Verspreiding en leefgebied
Deze soort komt voor aan de zeekusten en eilanden in de Perzische Golf. Er is een noordelijke populatie die broedt langs de kusten van Bahrein, Verenigde Arabische Emiraten, Saoedi Arabië, Qatar en misschien nog in Iran. De zuidelijke populatie broedt  op eilanden aan de zuidkust van Oman, Socotra en langs de kusten van de Golf van Aden.

## Status
De grootte van de populatie werd in 2018 door BirdLife International geschat op 220 duizend volwassen individuen. De populatie-aantallen nemen af omdat de vogels op de grond broeden en bij verstoring snel het nest of soms een hele kolonie voor goed verlaten. In de kustgebieden vinden allerlei industriële en militaire ontwikkelingen plaats die verstorend werken. Daarnaast is er het gevaar voor vervuiling met olie. Om deze redenen staat deze soort als kwetsbaar op de Rode Lijst van de IUCN.